# Vorderer Graben (Altmühl)
Der Vordere Graben ist ein rechter Zufluss der Altmühl bei Markt Berolzheim im mittelfränkischen Landkreis Weißenburg-Gunzenhausen.

## Verlauf
Der Vordere Graben entspringt auf einer Höhe von 454 m ü. NHN am Ostfuß des Hahnenkamms im Naturpark Altmühltal nordwestlich von Markt Berolzheim. Der Bach fließt überwiegend neben Feldwegen beständig in ostnordöstliche Richtung und durchquert eine weite Offenlandschaft im Tal der Altmühl. Er unterquert die Staatsstraße 2230 und die Bahnstrecke Würzburg-Treuchtlingen. Der Vordere Graben mündet nach einem Lauf von rund 2 Kilometern auf einer Höhe von 410 m ü. NHN nordöstlich von Markt Berolzheim und südwestlich von Trommetsheim von rechts bzw. von Westen in einen kleinen Seitenarm der Altmühl, die hier eine breite Aue bildet, die nach starken Regenfällen von den Wassermassen der ausufernden Altmühl überschwemmt wird. Unweit gegenüber auf der anderen Altmühlseite mündet der Lüßgraben in einen Altarm.